# بني حسين الأعلى (بني العوام)

تعديل مصدري - تعديل

بني حسين الأعلى هي إحدى قرى عزلة بني الذواد بمديرية بني العوام التابعة لمحافظة حجة، بلغ تعداد سكانها 195 نسمة حسب تعداد اليمن لعام 2004.